# Erinvale Golf Club
De Erinvale Golf Club is een golfclub in Somerset West, Zuid-Afrika. De club is opgericht in 1995 en heeft een 18-holes golfbaan met een par van 72.

## Geschiedenis
In 1988 kochten de Bester Brothers, een lokale bedrijf, het terrein en vroeg aan de golflegende en golfbaanarchitect Gary Player om een golfbaan te ontwerpen, in 1992.
Op 27 mei 1995, twee jaar en zes maanden na de lancering van de bouwplannen voor een clubhuis, werden de clubhuis en de vernieuwde golfbaan officieel geopend. Tijdens de werkzaamheden vond er al een toernooi plaats, de Mount Edgecombe Trophy, in 1993 en 1994.

## Golftoernooien
- Mount Edgecombe Trophy: 1993, 1994, 2007 & 2008
- Nelson Mandela Championship: 2012 & 2013